# Дереноцвіті
Дереноцвіті (Cornales) — порядок покритонасінних рослин. Відносини між окремими родинами в межах цього порядку ще до кінця не вирішені. Більшість видів належить родині Loasaceae. Хоча порядок містить близько 600 видів рослин, рідними для України є 2 види: дерен звичайний Cornus mas і дерен-свидина Cornus sanguinea.

## Опис
Серед членів порядку є кущі, напівчагарники, ліани і трав'янисті рослини. Це вічнозелені або листопадні рослини, які мають в основному нерозділене листя. Листки супротивні або чергові, без прилистків. Суцвіттями є симподії або китиці. Квітки дрібні й середнього розміру, як правило, радіально симетричні. Тичинки вільні. Плодами є ягоди або кістянкоподібний фальшивий плід (англ. Accessory fruit).

## Поширення
Рослини поширені по всьому світу. Багато видів родин гортензієві (Hydrangeaceae) і деренові (Cornaceae) вирощують як декоративні дерева.

## Галерея

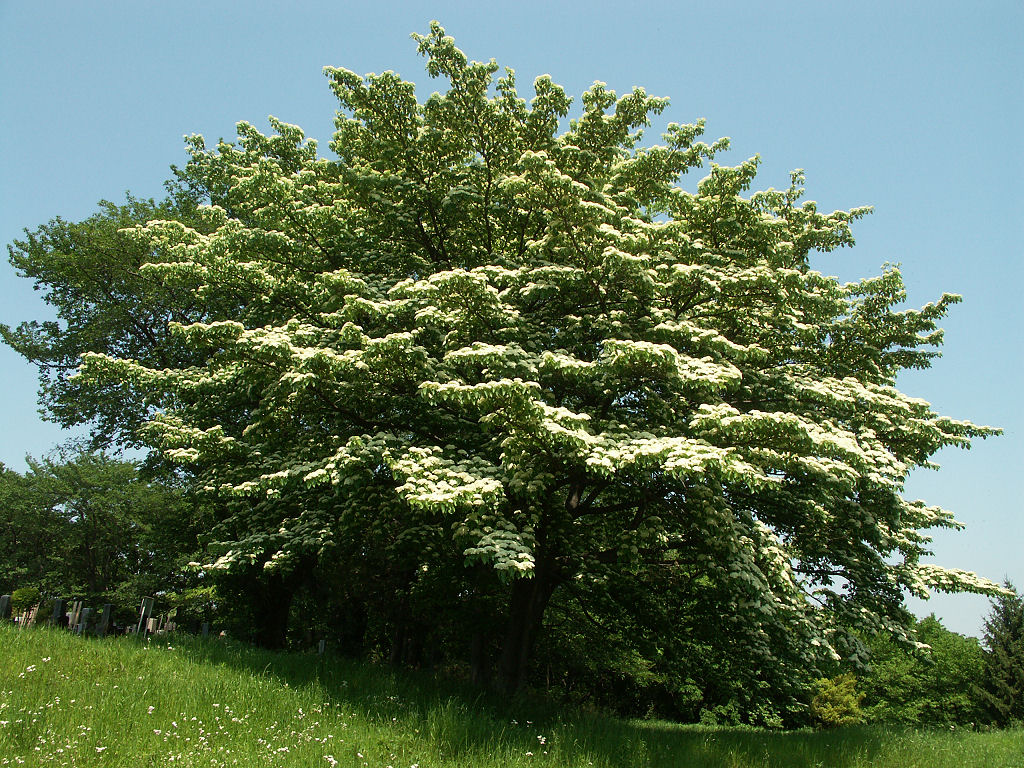
Cornus controversa з родини Cornaceae
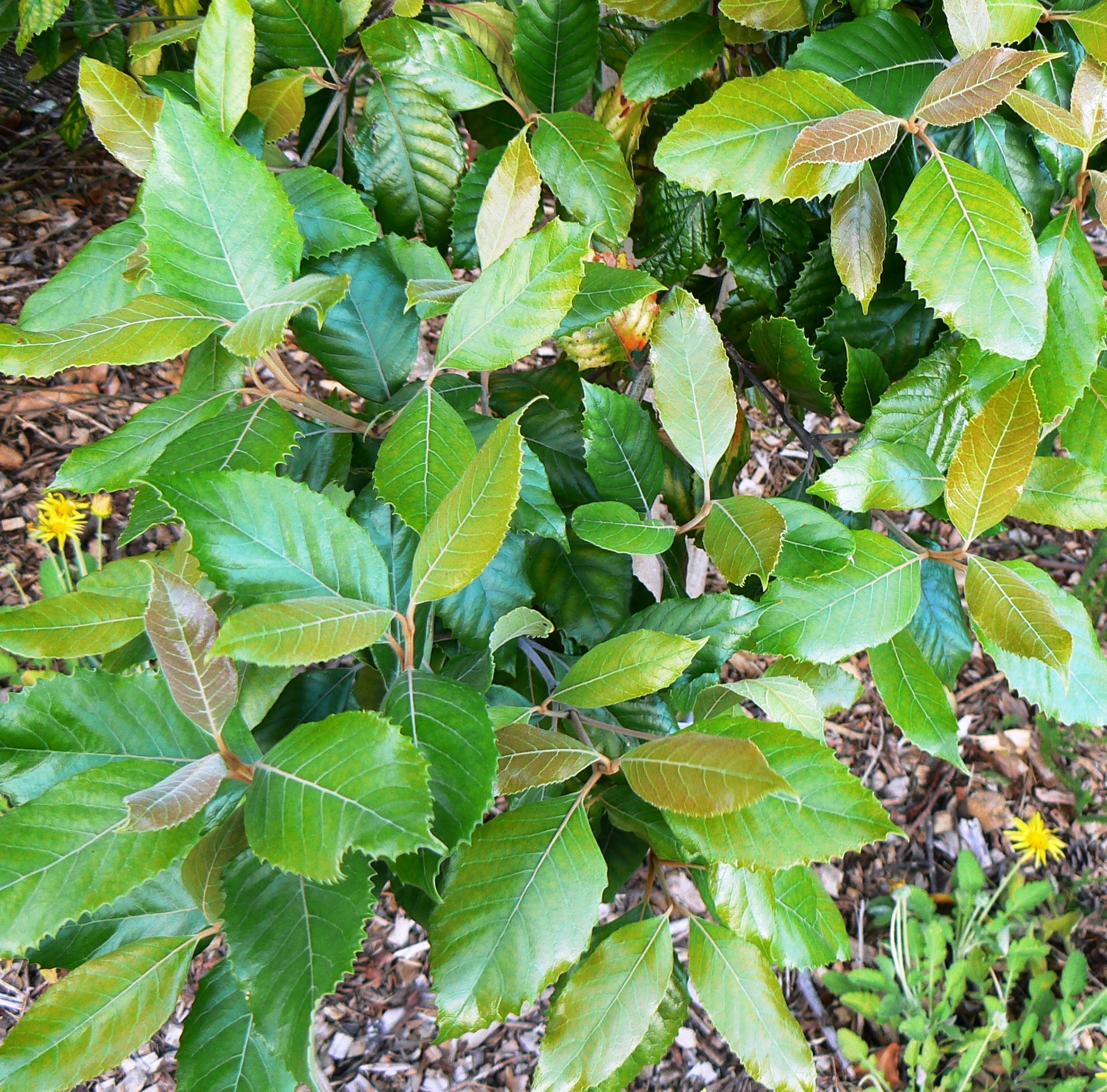
Curtisia dentata з родини Curtisiaceae
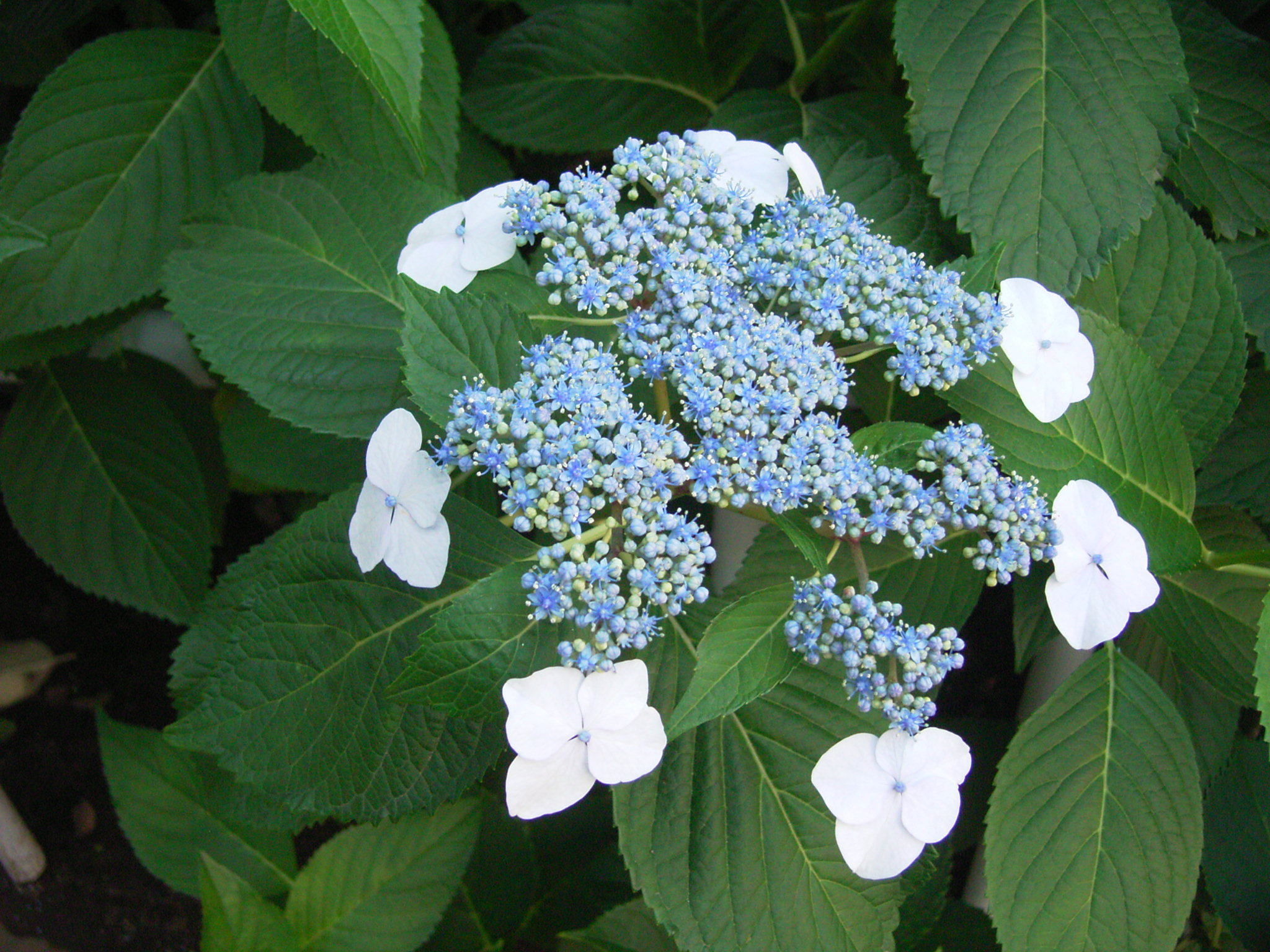
Hydrangea macrophylla з родини Hydrangeaceae
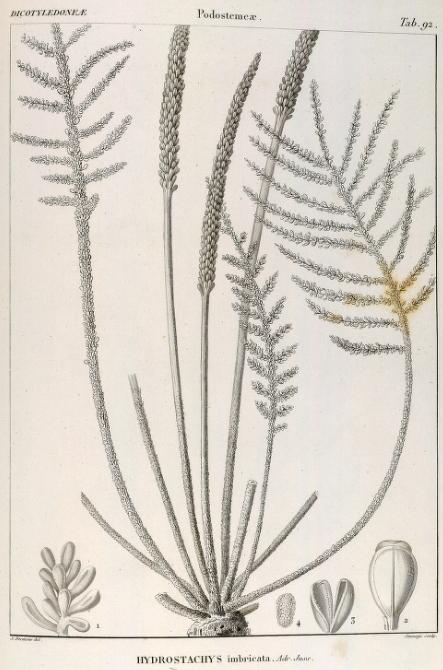
Hydrostachys imbricata з родини Hydrostachyaceae
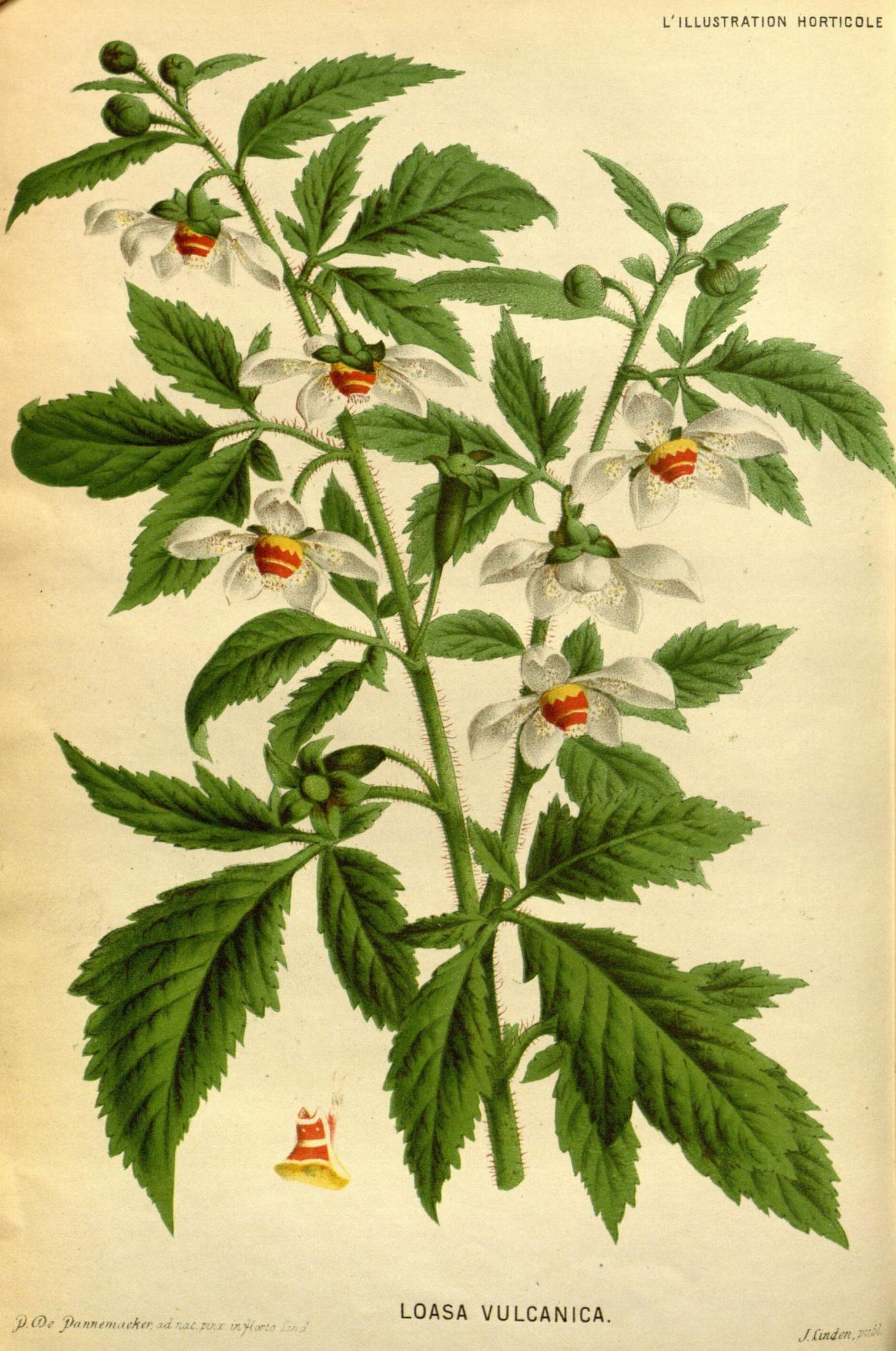
Loasa vulcanica з родини Loasaceae
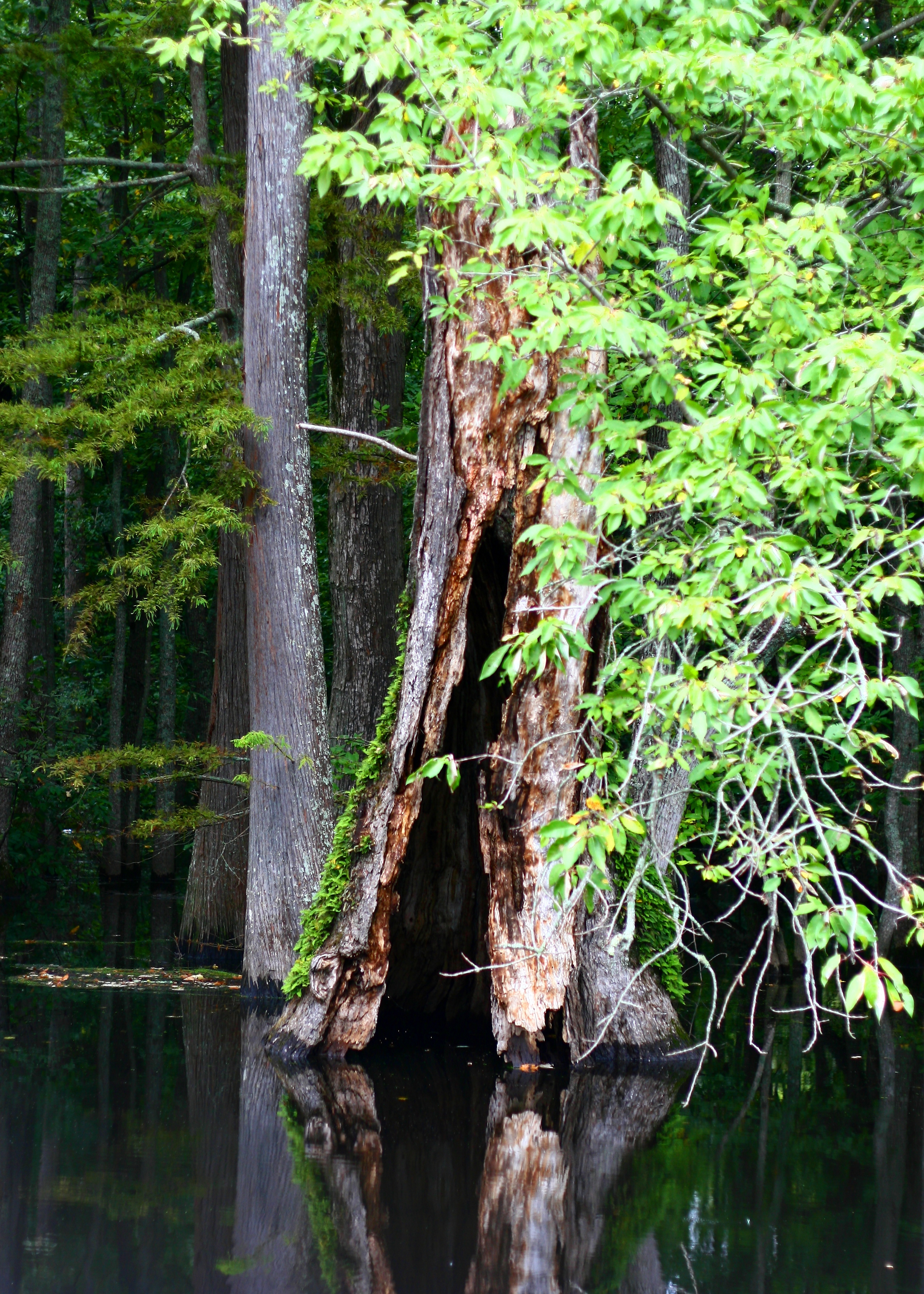
Nyssa aquatica з родини Nyssaceae